# Alexei Wladimirowitsch Schuk
Alexei Wladimirowitsch Schuk (russisch Алексей Владимирович Жук; * 6. November 1955 in Nowosibirsk) ist ein ehemaliger sowjetischer Handballspieler.

## Karriere
Obwohl er in Nowosibirsk geboren wurde, ging Alexei Schuk in Minsk zur Schule. Dort trat der Linkshänder auch der Schulhandballmannschaft bei. Über Polytechnik Minsk kam der 1,87 m große Rechtsaußen 1973 zu ZSKA Moskau. Mit dem Armeeklub gewann er 1976, 1977, 1978, 1979, 1980, 1982, 1983 und 1987 die sowjetische Meisterschaft sowie den Europapokal der Pokalsieger 1986/87.
Mit der sowjetischen Nationalmannschaft gewann Schuk bei der Weltmeisterschaft 1978 die Silbermedaille und beim World Cup 1978 die Goldmedaille. Bei den Olympischen Spielen 1980 in Moskau warf er 20 Treffer in sechs Partien und gewann mit der Auswahl die Silbermedaille. Für diesen Erfolg erhielt er die Auszeichnung Verdienter Meister des Sports der UdSSR.

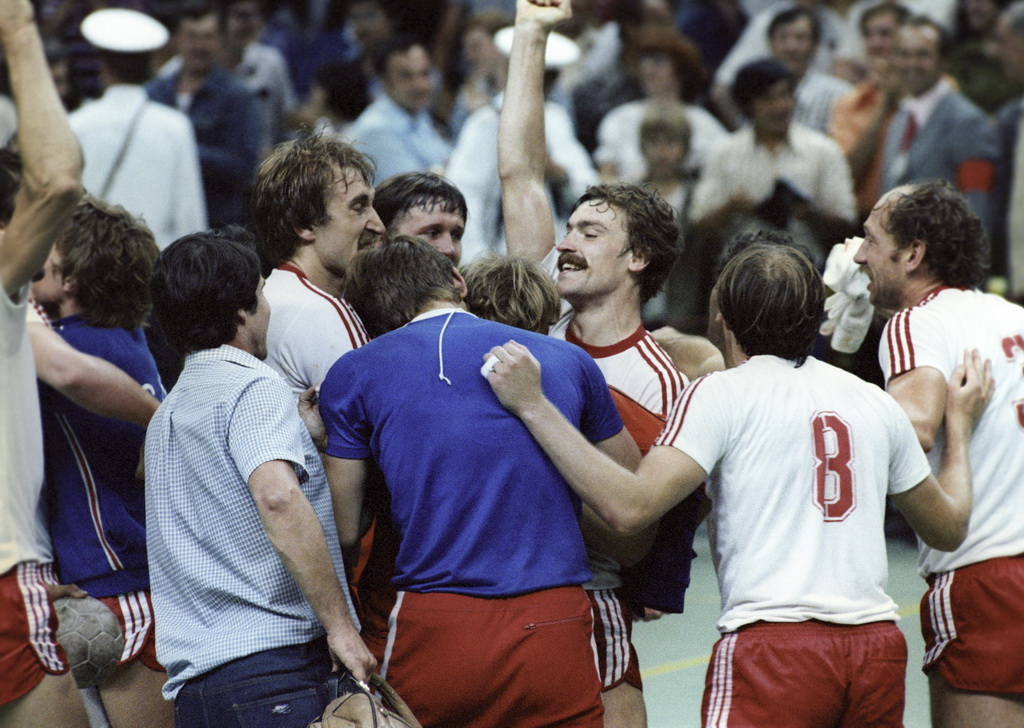
Nach dem Sieg über Jugoslawien bei den Olympischen Spielen 1980 reckt Alexei Schuk (Mitte) die Faust in die Höhe.

Nach dem Ende seiner Spielerlaufbahn arbeitete Schuk für ZSKA Moskau von 1987 bis 1990 als stellvertretender Leiter der Abteilung für Sportspiele, von 1990 bis 1993 als Leiter dieser Abteilung, seit 1994 als Leiter der Tennismannschaft und seit 2007 zusätzlich als Leiter Badmintonabteilung.
Schuk erhielt die Medaille des Ordens „Für Verdienste um das Vaterland“, I. Klasse („За заслуги перед Отечеством“, 2010), die Medaille des Ordens „Für Verdienste um das Vaterland“ II. Grades („За заслуги перед Отечеством“, 1997), den „Großen Ritterorden“ („Великого Рыцаря“, Belgien) für die Entwicklung der internationalen militärischen Sportbeziehungen (CISM) im Jahr 2002 und den „Orden der Freundschaft“ („Дружбы“, 2016).